# Каркошкі (Радомщанський повіт)
Каркошкі (пол. Karkoszki) — село в Польщі, у гміні Ґомуниці Радомщанського повіту Лодзинського воєводства.
Населення — 37 осіб (2011).
У 1975-1998 роках село належало до Пйотрковського воєводства.

## Демографія
Демографічна структура станом на 31 березня 2011 року:
|          | Загалом | Допрацездатний вік | Працездатний вік | Постпрацездатний вік |
| -------- | ------- | ------------------ | ---------------- | -------------------- |
| Чоловіки | 18      | 1                  | 17               | 0                    |
| Жінки    | 19      | 1                  | 12               | 6                    |
| Разом    | 37      | 2                  | 29               | 6                    |